# Festi BD de Moulins
Pour les articles homonymes, voir Festival de la bande dessinée.

Logo du Festi BD de Moulins.

Le Festi BD de Moulins (ou Festi'BD) est un festival français annuel de bande dessinée qui se déroule à Moulins (Allier).

## Organisation

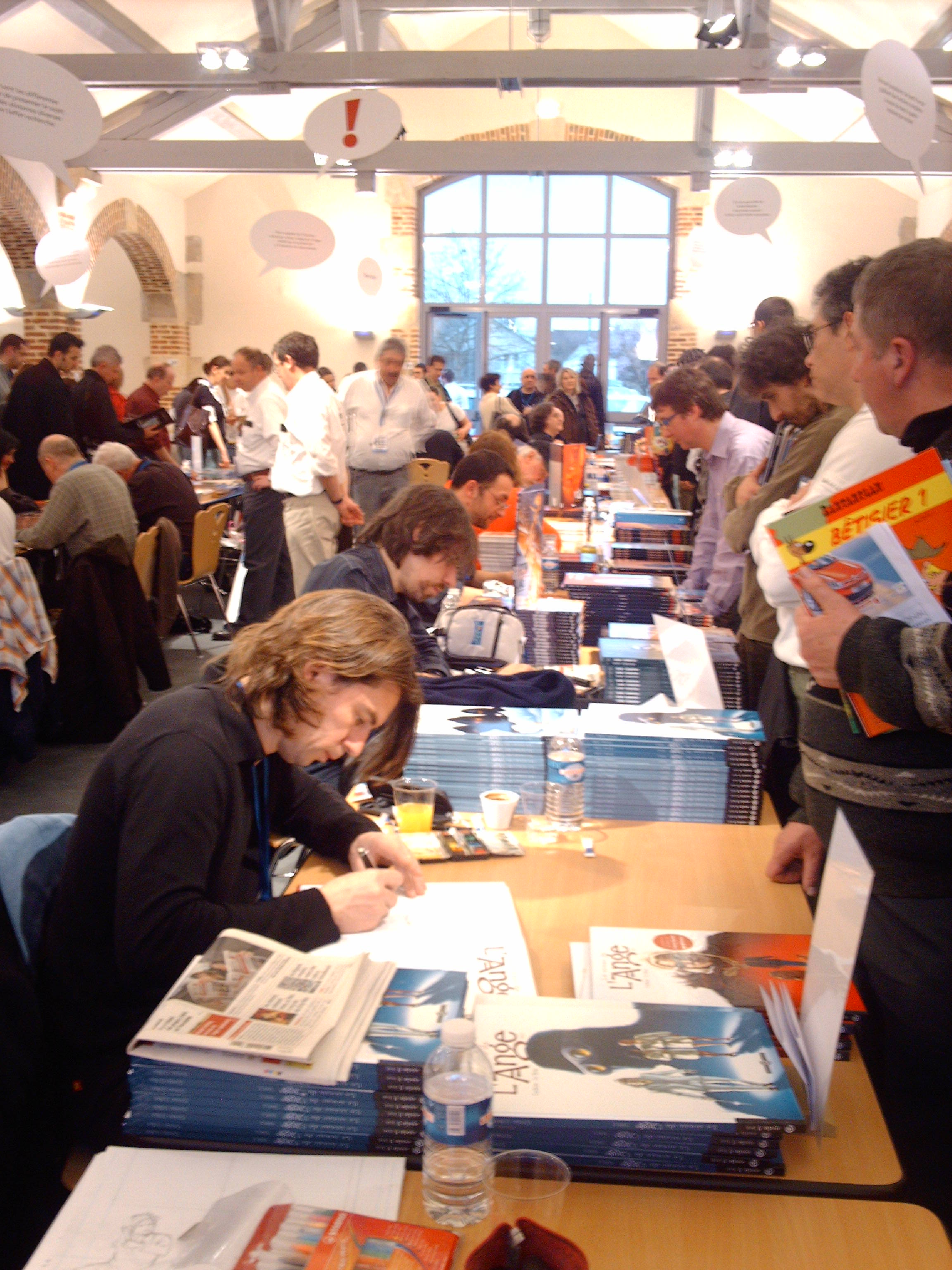
8e édition du Festi BD de Moulins au Centre national du costume de scène en mars 2008.

Festi BD est organisé par l'association Viltaïs et plus précisément la Résidence @nima, structure qui accueille plus de 100 jeunes âgés de 16 à 30 ans, étudiants, apprentis, salariés ou à la recherche d'un emploi.  Cette association dispose de différents services (hébergement, restauration, formation, animation) et dans le cadre de ses actions elle propose aux résidents de s'impliquer dans plusieurs projets collectifs à caractère éducatif dont le Viltaïs Racing Division et le Festi BD.

## Programmation

### Festival de la bande dessinée de Moulins
Le Festi BD  se déroule le temps d'un week-end vers la mi-mars à  proximité du Centre National du Costume de Scène, à l'Espace Villars  qui est une salle polyvalente aménagée dans d'anciennes écuries du XVIIIe siècle. Cet espace permet aux associations, entreprises, clubs ou tous autres organismes d'organiser salons, conférences, concerts, spectacles, débats, salons, examens jusqu'à 300 personnes assises.. Il intègre des initiations (scolaires, au sein de structures médico-sociales, centre pénitentiaire...), des dédicaces, des rencontres, conférences, et des expositions dans les lieux culturels de Moulins.

### Salon jeunesse de Varennes-sur-Allier
En 2009, un salon consacré à la jeunesse est créé. Il se déroule le samedi après-midi pendant le festival à Varennes-sur-Allier avec diverses animations.

## Participants
De nombreux dessinateurs et scénaristes ont participé au Festi BD depuis sa création :
Tarek, Aurélien Morinière, Philippe Luguy,  André Chéret, Olivier Marin, Sti, Tatiana Domas, Jean-Yves Mitton, Michel Janvier, Laurent Libessart, Jean-Charles Kraehn, Bob de Groot, Christian Denayer, François Boucq,  André Juillard, Jean-Louis Pesch, Michel Rodrigue, Christophe Arleston, Bernard Vrancken, Éric Corbeyran, Jean-Luc Istin, Bernadette Després, Philippe Larbier, Jean-Claude Fournier, Youssef Daoudi, Dzack, Nicolas Demare, Simon Astier,...
Pour les dix ans de Festi'BD, la dixième édition a accueilli 47 auteurs dont Christophe Alves, Raoul Cauvin, Jean-Charles Gaudin, Daniel Kox, Francis Vallès, Hermann Huppen, Jul, Frank Margerin, Bertrand Marchal, Simon Rocca, Rodolphe, Jacques Terpant, Roger Widenlocher, Stibane, Georges Van Linthout, Albert Weinberg...
| Édition | Président du salon BD de Moulins et du jury | Président du salon jeunesse de Varennes-sur-Allier |
| ------- | ------------------------------------------- | -------------------------------------------------- |
| 2001    | André Juillard                              |                                                    |
| 2002    | Jean Tabary                                 |                                                    |
| 2003    | André Chéret                                |                                                    |
| 2004    | Roger Widenlocher                           |                                                    |
| 2005    | Bob de Groot et Michel Rodrigue             |                                                    |
| 2006    | Dany                                        |                                                    |
| 2007    | Achdé                                       |                                                    |
| 2008    | Christian Denayer                           |                                                    |
| 2009    | Jean-Charles Kraehn                         | (Première édition sans président)                  |
| 2010    | André Chéret                                | Tatiana Domas                                      |
| 2011    | Éric Corbeyran                              | Tarek                                              |
| 2012    | Jean-Luc Istin                              | Bernadette Després                                 |
| 2013    | Jean-Claude Fournier                        | Philippe Larbier                                   |
| 2014    | Olivier Grenson,                            | Yrgane Ramon                                       |

## Récompenses
Festi BD distribue les récompenses, après un vote d'un jury, lors de la soirée de clôture du festival :
- Meilleur album (Grand prix Citroën)
- Meilleur album à caractère romanesque (Prix Ville de Moulins)
- Meilleur premier album (Prix Caisse d'épargne)
- Meilleur scénario (Prix La Montagne (journal))
- Prix jeunesse (Prix Conseil Général|)
- Prix spécial du jury

En 2010, Viltaïs a souhaité une remise de prix différente pour les 10 ans du festival :
- Prix du public (Grand prix Citroën) : Olivier Marin
- Prix des Présidents Festi BD présents lors de cette 10e édition (Prix Ville de Moulins) : André Chéret Invité d’honneur 2003 et 2010, Roger Widenlocher Invité d’honneur 2004 et Jean-Charles Kraehn Invité d’honneur 2009
- Prix illustrant une longue carrière dans le monde de la BD (Prix La Montagne (journal)): Albert Weinberg
- Prix François Rabeisen des jeunes talents de la Région Auvergne (Prix Caisse d'épargne) : Mallory Chavès, Tania Richepin et Chidéric Vignal, Elizabeth Jammes
- Prix de l’auteur ayant le plus grand nombre de participation à Festi BD (Prix Conseil Général des jeunes de l'Allier): Tarek
- Prix des bénévoles de Festi BD (Prix Viltaïs)

### Concours jeunes talents
Depuis 2003, le concours jeunes talents « François Rabeisen » a été remis à de jeunes dessinateurs de la région Auvergne, jugés sur l’originalité du scénario, la qualité du dessin, les matériaux utilisés, le graphisme, la technique... Ce concours a été créé pour rendre hommage à François Rabeisen, fondateur festival de la bande dessinée à Moulins.

## Fréquentation
- 2001 : 1 000 visiteurs[9]
- 2002 : 1 500 visiteurs[9]
- 2003 : 3 000 visiteurs[9]
- 2004 : 6 000 visiteurs[9]
- 2005 : 5 300 visiteurs[9]
- 2006 : 6 000 visiteurs[9]
- 2007 : 7 800 visiteurs[10]
- 2008 : 8 000 visiteurs[11]
- 2009 : 8 000 visiteurs[12]
- 2010 : 11 000 visiteurs [13]
- 2011 : 7 500 visiteurs
- 2012 : 8 000 visiteurs[14]
- 2013 : NC